# Saint-Gilles (Ille-et-Vilaine)
Saint-Gilles település Franciaországban, Ille-et-Vilaine megyében. Lakosainak száma 5489 fő (2022. január 1.). Saint-Gilles Parthenay-de-Bretagne, L’Hermitage, Pleumeleuc, Breteil, La Chapelle-Thouarault, Pacé, Gévezé és Clayes községekkel határos.

## Népesség
A település népessége az elmúlt években az alábbi módon változott:
| Lakosok száma | 1137 | 2808 | 3059 | 3543 | 4125 | 4447 | 4984 | 5178 | 5312 | 5489 |
|               | 1968 | 1982 | 1990 | 2006 | 2013 | 2015 | 2017 | 2019 | 2020 | 2022 |